# Пауль Борншоєр
Пауль Борншоєр (нім. Paul Bornscheuer; 20 серпня 1892, Бад-Кройцнах — 30 вересня 1983, Брюль) — німецький воєначальник, генерал-майор вермахту. Кавалер Німецького хреста в золоті.

## Біографія
22 січня 1915 року вступив добровольцем в Імперську армію. Учасник Першої світової війни. 31 березня 1920 року демобілізований. Наступного дня вступив у поліцію. 16 березня 1936 року перейшов в армію.
З 10 листопада 1938 року — командир 2-го батальйону 71-го артилерійського полку, з 3 травня 1940 року — 311-го, з 14 жовтня 1940 по 26 жовтня 1942 року — 146-го артилерійського полку. З 1 жовтня 1943 року — артилерійський командир 476. З 28 січня 1944 року — командир 278-ї піхотної дивізії. З 5 березня 1944 року — вищий артилерійський командир 316. 8 травня 1945 року взятий в полон. В 1947 році звільнений.

## Звання
- Доброволець (22 січня 1915)
- Фанен-юнкер (21 серпня 1915)
- Фанен-юнкер-єфрейтор (21 жовтня 1915)
- Фанен-юнкер-унтерофіцер (11 грудня 1915)
- Фенріх (24 березня 1916)
- Лейтенант (3 березня 1917)
- Оберлейтенант запасу (31 травня 1920)
- Лейтенант поліції (1 червня 1920)
- Оберлейтенант поліції (1 серпня 1920)
- Гауптман поліції (1 листопада 1921)
- Майор поліції запасу (24 грудня 1932)
- Майор поліції (1 липня 1936)
- Майор (16 березня 1936)
- Оберстлейтенант (1 серпня 1938)
- Оберст (1 січня 1941)
- Генерал-майор (1 грудня 1944)

## Нагороди
- Залізний хрест
  - 2-го класу (25 травня 1917)
  - 1-го класу (7 травня 1919)
- Медаль «За відвагу» (Гессен) (8 березня 1918)
- Почесний хрест ветерана війни з мечами (15 листопада 1934)
- Медаль «За вислугу років у Вермахті» 4-го, 3-го і 2-го класу (18 років; 2 жовтня 1936) — отримав 3 нагороди одночасно.
- Застібка до Залізного хреста
  - 2-го класу (20 березня 1940)
  - 1-го класу (20 липня 1941)
- Нагрудний знак «За участь у загальних штурмових атаках» (7 жовтня 1941)
- Німецький хрест в золоті (26 серпня 1942)
- Сертифікат Пошани Головнокомандувача Сухопутних військ Вермахту (27 жовтня 1944)